# Копаніна (Свентокшиське воєводство)
Копаніна (пол. Kopanina) — село в Польщі, у гміні Сташув Сташовського повіту Свентокшиського воєводства.
Населення — 126 осіб (2011).
У 1975-1998 роках село належало до Тарнобжезького воєводства.

## Демографія
Демографічна структура на день 31 березня 2011 року:
|          | Загалом | Допрацездатний вік | Працездатний вік | Постпрацездатний вік |
| -------- | ------- | ------------------ | ---------------- | -------------------- |
| Чоловіки | 65      | 14                 | 40               | 11                   |
| Жінки    | 61      | 20                 | 31               | 10                   |
| Разом    | 126     | 34                 | 71               | 21                   |